# Arkadi Maximowitsch Abasa
Arkadi Maximowitsch Abasa (russisch Аркадий Максимович Абаза; * 1848 im Dorf Kuryliwka im Ujesd Sudscha im Gouvernement Kursk; † 1915) war ein russischer Musikpädagoge und Komponist.

## Leben
Arkadi Maximowitsch Abasa stammte aus einer verarmten Adelsfamilie. Sein Vater war Maxim Andrejowitsch Abasa, seine Mutter Natalja Petrowna Ljalina. Er hatte drei ältere Brüder, Alexander (* 14. März 1835), Iwan (* 24. Februar 1836) und Jewgeni (* 18. August 1837). Seine Eltern ermutigten ihn zur Musik. Zunächst studierte er an der Musikhochschule in Charkow, danach  am Sankt Petersburger Konservatorium. Sein Klavierdozent war Alexander Dreyschock. Gesangsunterricht hatte er bei Camille Everard (* 15. November 1825; † 17. Januar 1899). Später erhielt er Klavierunterricht bei Hans Bülow in Deutschland. 1877 eröffnet er in Sumy eine Musikschule und arbeitete dort bis 1881 als Lehrer und Pianist. Der Aufbau seiner Musikschule erinnert an den eines Konservatoriums. Es gab Unterricht im Klavierspiel, in Gesang, im Spielen von Saiteninstrumenten und in Musiktheorie. Danach ging er auf Einladung nach Kursk und blieb dort bis zu seinem Tod 1915. Er betreute Klassen der Russischen Musikgesellschaft (Russkoe muzykal'noe obščestvo, RMO) und gab in Schulen Musikunterricht.
Unter seinen Schülern waren die Geiger Michail Gawrilowitsch Erdenko und Konstantin Michailowitsch Dumtschew, die Sängerin Nadeschda Wasiljewa Plewizkaja geb. Winnikowa und der Komponist Nikolai Andrejewitsch Roslawez.

## Werke
Er schrieb mehr als zwanzig Romanzen und mehr als dreißig Klavierstücke. Die Texte vieler Lieder sind von A. Kolzow.
- Гимн святым братьям Кириллу и Мефодию [Hymnus der heiligen Brüder Kyrill und Method] für vierstimmigen, gemischten Chor a capella, gedruckt bei Tschernyschew in Moskau, 1885; Michael. dem Bischof von Kursk und Belgorod gewidmet. (Его Преосвященству Преосвященнейшему Михаилу, епископу Курскому и Белогородскому). Der Hymnus wurde für den  6. Apriljul. / 18. April 1885greg., dem 1000. Todestag des Heiligen Methods komponiert, und erhielt eine gewisse Aufmerksamkeit in der kirchenmusikalischen Welt des damaligen Russland. Die Urauffühirung war am nämlichen Tag im Saal des  Здание дворянского собрания (Sdanije dworjanskogo sobranija), des Gebäudes der edlen Versammlung in Kursk. Der Text des Hymnus stammt angeblich von Abasa selbst. Die Nationalbibliothek St. Petersburg besitzt ein Exemplar des Hymnus[4]
- Одно мне в жизни утешенье [Ein Trost für mich in meinem Leben]; Nr. 3 aus Романсы и песни Арк. М. Абазы [Romanzen und Lieder des Arkadij Maksimowitsch Abasa] 1885
- То не ветер ветку клонит
- Не скажу никому
- Так и рвется душа
- Песня старика
- Погубили меня твои черные глаза
- Утро туманное. Text: Iwan Turgenjew[5]

## Rezeption
Bugrow bezeichnete Arkadi Maksimowitsch Abasa als eine der prominentesten musikalischen Persönlichkeiten der Region Kursk.